# Дудин (Львовская область)
Дудин (укр. Дудин) — село в Подкаменской поселковой общине Золочевского района Львовской области Украины.
Население по переписи 2001 года составляло 272 человека. Занимает площадь 0,945 км². Почтовый индекс — 80655. Телефонный код — 3266.